# Fini Henriques
Fini Valdemar Henriques, né le 20 décembre 1867 à Copenhague et mort le 27 octobre 1940 dans cette même ville, était un compositeur et violoniste danois.

## Biographie
Fini Henriques était le fils du procureur général Vilhelm Moritz Henriques (1828-1889). Henriques grandi dans une famille qui recevait régulièrement dans ces salons un bon nombre d'artistes et musiciens, comme le directeur de l'opéra de Copenhague, Johan Svendsen, le violoncelliste et compositeur moravien Franz Xaver Neruda ou encore l'écrivain Herman Bang, personnages qui avaient surement influencé l'adolescent. À un très jeune age il a commencé à jouer du violon sous la surveillance de sa mère, tôt il était considéré comme un enfant prodige de la musique. À l'âge de 20 ans, il a suivi des cours privés avec Valdemar Tofte, un élève de Louis Spohr. Plus tard, il était un étudiant en composition de Johan Svendsen et étudie à partir de 1888 avec Joseph Joachim (violon) et Woldemar Bargiel (violon et composition) à Berlin. Après son retour à la maison, Henriques a reçu une bourse en 1891, da la fondation Anckers nommé d'après Carl Andreas Ancker (de), qui lui a permis d'entreprendre un voyage d'étude à travers l'Allemagne et l'Autriche.
De 1892 à 1896, il intègre l'Orchestre royal du Danemark, d'abord comme altiste, puis violoniste. Après il a continué son parcours en tant que compositeur et soliste indépendant, ou parfois comme chef d'orchestre. Il fonde un quatuor à cordes et en 1911 une société de musique de chambre, qu'il nomme Musiksamfunds, qu'il dirige durant vingt ans. En 1900, Johan Halvorsen lui dédie sa Sarabande con variazioni pour violon et alto sur un sujet de Händel. À la fois soliste ou chef d'orchestre, il entreprend des voyages qui l'emmènent dans les pays nordiques, mais aussi à Berlin et à Paris.
Henriques a composé, entre autres, deux opéras, deux ballets, des drames, deux symphonies, trois poèmes symphoniques, de la musique de chambre, des pièces pour piano et chansons.